# Dieter Dekoninck
Dieter Dekoninck (Anversa, 28 gennaio 1991) è un ex nuotatore belga, specializzato nello stile libero e nel dorso.

## Biografia
Ha rappresentato il Belgio ai Giochi olimpici estivi di Londra 2012 e Rio de Janeiro 2016, in entrambi casi gareggiando nelle staffette 4x100 e 4x200 metri stile libero, senza riuscire a salire sul podio.
Agli europei di Londra 2016 ha vinto la medaglia d'argento nella 4x200 metri stile libero, con Louis Croenen, Glenn Surgeloose, Pieter Timmers e Lorenz Weiremans, e il bronzo nella 4x100 metri, con Glenn Surgeloose, Jasper Aerents, Pieter Timmers e Louis Croenen.
Si è ritirato dopo i Giochi olimpici di Rio de Janeiro 2016.

## Palmarès
- Europei

Londra 2016: argento nella 4x200 m sl; bronzo nella 4x100 m sl;